# Ozaki Kōyō

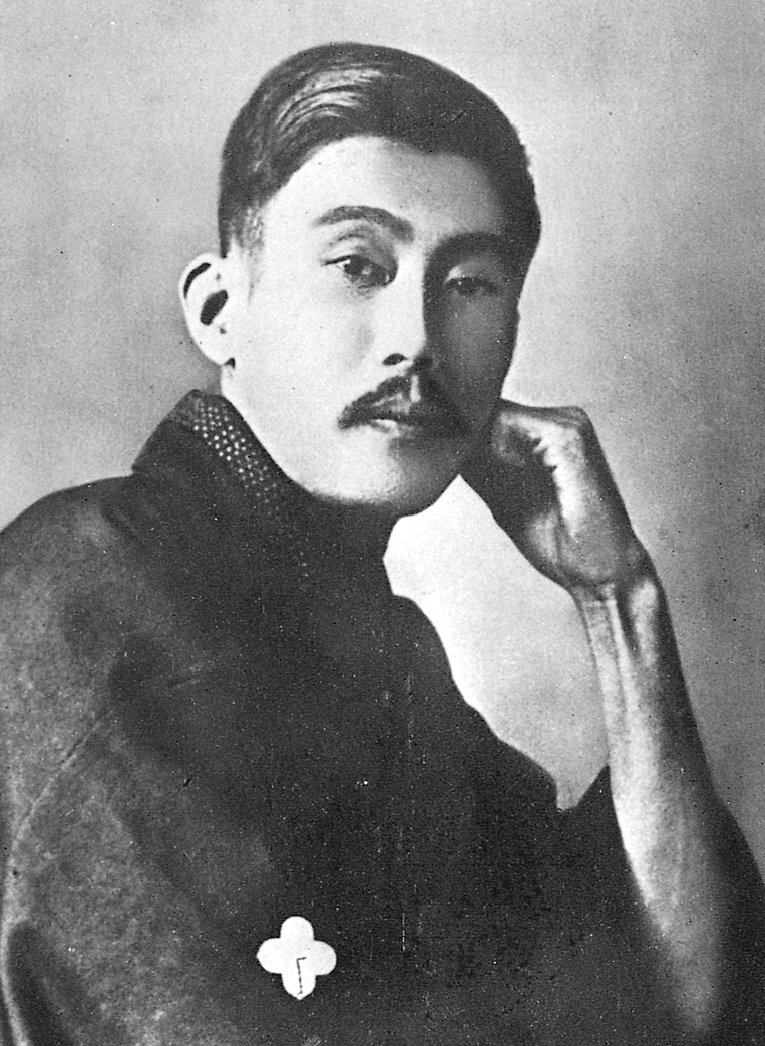
Ozaki Kōyō

Ozaki Kōyō (japanisch 尾崎 紅葉, wirklicher Name: Ozaki Tokutarō (尾崎 徳太郎); * 10. Januar 1868 in Shiba, Edo (heute: Minato, Tokio); † 30. Oktober 1903) war ein japanischer Schriftsteller.

## Leben und Wirken
Ozaki Kōyō besuchte eine Vorbereitungsschule für die Universität Tōkyō, als er 1885 mit drei Freunden die literarische Gesellschaft „Ken’yūsha“ gründete. Sie gaben ein Magazin unter dem Namen „Garakuta bunko“ (我楽多文庫) heraus. Das war das erste Magazin einer Herausgeber-Clique in Japan.
Ab 1889 arbeitete er für die Zeitung Yomiuri Shimbun, wo er bald zum Chefredakteur des prestigeträchtigen Feuilletons ernannt wurde. Dort erschienen die meisten seiner Meisterwerke.  Er veröffentlichte 1895 die Erzählung „Aobudō“ (青葡萄) und 1898 der Roman Tajō Takon (多情多恨), bei denen er als einer der ersten für dieses Genre statt im klassischen Japanisch im standardsprachlichen de-aru-Stil schrieb.
Ozaki unterstützte eine ganze Reihe von Schriftstellern bei ihrem Start in die literarische Arbeit. Dazu gehören Izumi Kyōka, Oguri Fuyō, Yanagawa Shun’yō (柳川春葉: 1877–1918) und Tokuda Shūsei. Er starb 1903 an Krebs, hinterließ eine ganze Reihe von Bestsellern, die anspruchsvolle Experimente in thematischer und stilistischer Hinsicht beinhalten.
Zu Ozakis den bekanntesten Werken gehören „Liebesbeichten zweier Nonnen“ (二人比丘尼色懺悔, Ninin bikuni irozange; 1889), „Aloeholz-Kissen“ (キャラ枕, Kyara makura; 1890), „Zwei Frauen“ (二人女房, Ninin nyōbō) und Sannin zuma (1893). Sie alle weisen Einflüsse der realistischen Literatur der Edo-Zeit auf. Sein letztes und bestes Werk ist „Der goldene Dämon“ (金色夜叉, Konjiki Yasha; 1897 bis 1902), das schon 1905 unter dem Titel „The Golden Demon“ ins Englische übersetzt wurde. Es ist vielleicht die populärste Erzählung der Meiji-Zeit, es wurde mehrfach in Theaterstücke, Filme und Songs umgesetzt.